# Lope Gregorio de Avellaneda y Lucena
Lope Gregorio de Avellaneda y Lucena (Madrid, 3 de diciembre de 1710-1744) fue un gobernador y militar español. 
Era el segundo hijo de Melchor de Avellaneda y Romero y de Leonor Petronila de Lucena y Veintimiglia. Su padre ostentaba los títulos nobiliarios de marqués de Valdecañas y de Torremayor y su madre el de princesa de Santo Mauro de Nápoles. Pero su hermano Francisco Javier de Avellaneda y Lucena heredó como primogénito todo el patrimonio de la familia.
Lope Gregorio ingresó en el ejército español y fue ascendiendo hasta llegar a ocupar el cargo de coronel del Regimiento de Caballería destinado en Milán.
De vuelta en España, fue nombrado Gobernador de Almería.
Se desposó en Llerena el 9 de noviembre de 1743 con María del Rosario de Ceballos y Fernández de Castro, natural de Cádiz. Solo nació un hijo de este matrimonio, Melchor María de Avellaneda y Ceballos, debido a que Lope Gregorio falleció en 1744 poco después del nacimiento de su único hijo.
Su primo hermano Francisco del Castillo y Horcasitas, titular del principado de Santo Mauro de Nápoles, de los marquesados de Crópani y Villadarias y de los condados de Peñón de la Vega y de Moriana del Río, había quedado sin sucesión por la muerte de su heredero, y dejó en su testamento el marquesado de Cropani y el condado de Peñón de la Vega a Melchor María de Avellaneda y Ceballos, hijo de Lope Gregorio.
El motivo de que no tengan ningún apellido en común Lope Gregorio con su primo hermano es porque la madre de Lope Gregorio y el padre de Francisco eran hermanos sólo de madre.